# Alexandre Negri

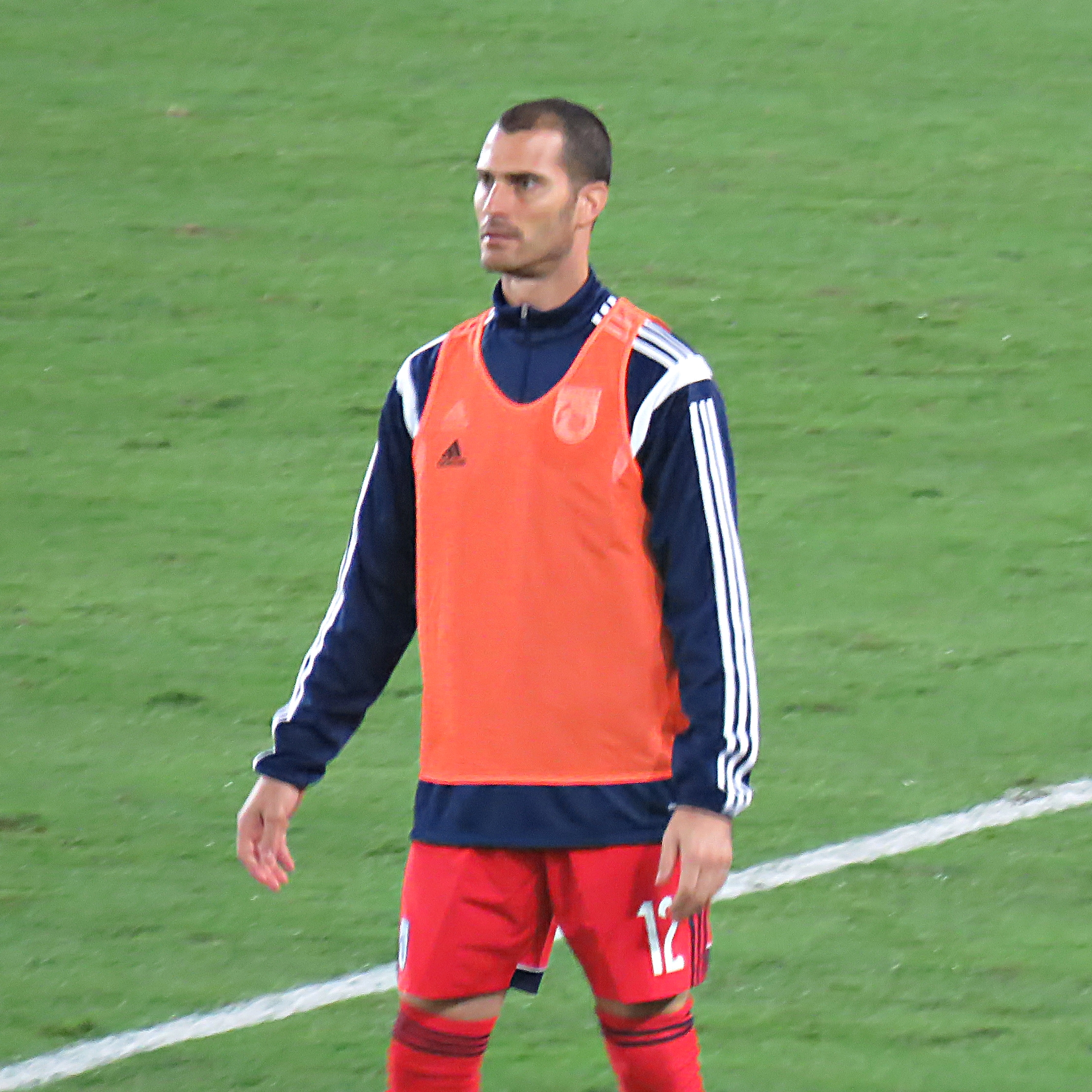

Alexandre Negri (n. 27 de marzo de 1981) es un futbolista brasileño. Juega como portero para el Doxa Katokopias FC. Se le considera una de las promesas del fútbol. Firmó en 2007 con Aris Thessaloniki F.C..
Anteriormente jugó para el Associação Atlética Ponte Preta en el Campeonato Brasileiro.

## Clubes
| Club                     | País    | Año       |
| ------------------------ | ------- | --------- |
| AA Ponte Preta           | Brasil  | 2000-2004 |
| AC Ajaccio               | Francia | 2004      |
| FC Universitatea Craiova | Rumania | 2004-2005 |
| Fortaleza EC             | Francia | 2005-2006 |
| Aris Salónica FC         | Grecia  | 2006-2007 |
| APOP Kinyras Peyias FC   | Chipre  | 2007-2009 |
| AEK Larnaca              | Chipre  | 2009-2012 |
| Doxa Katokopias FC       | Chipre  | 2012-     |